# 迈尔河
迈尔河（法語：Maire，法語發音：[mɛʁ] ⓘ）是法国诺曼底大区奥恩省的河流，是奥恩河的左支流，长16千米。